# Dukwi
Dukwi is een dorp in het district Central in Botswana. De plaats telt 3438 inwoners (2011).